# Parapithecidae
Parapithecidae — вимерла родина приматів, що існувала в еоцені та олігоцені. Всі скам'янілості представників родини знайдені в Єгипті.

## Роди
- †Apidium Osborn, 1908
- †Arsinoea Simons, 1992
- †Biretia Bonis et al., 1988
- †Parapithecus Schlosser, 1910
- †Qatrania Simons & Kay, 1983
- †Serapia Simons, 1992
- †Simonsius Gingerich, 1978